# Emma Booth (cantante)
Emma (nombre completo: Emma Louise Booth, Bridgend, Gales, 2 de agosto de 1974) es una cantante británica que interpretó la canción Give a Little Love back to the World en el Festival de la Canción de Eurovisión 1990. Tenía 15 años y fue la representante británica más joven en la historia de Eurovisión. Consiguió una 6.ª posición con 87 puntos.